# Ullevi FK
Ullevi FK, Ullevi Friidrott (även förkortat som Ullevi FIK), är en friidrottsförening i Göteborg, bildad 1991. Föreningen skapades som en tävlingsallians mellan de befintliga idrottsföreningarna IK Vikingen (bildad 1919), Utby IK (bildad 1925) samt delar av Kongahälla AIK (bildad 1970). De aktiva från Kongahälla AIK som var med lämnade alliansen redan efter några år. Istället var Angereds IS med under åren 2004–2014.
Sedan säsongen 2015 är det enbart IK Vikingen och Utby IK som utgör Ullevi Friidrott.